# Spectroscopie Raman

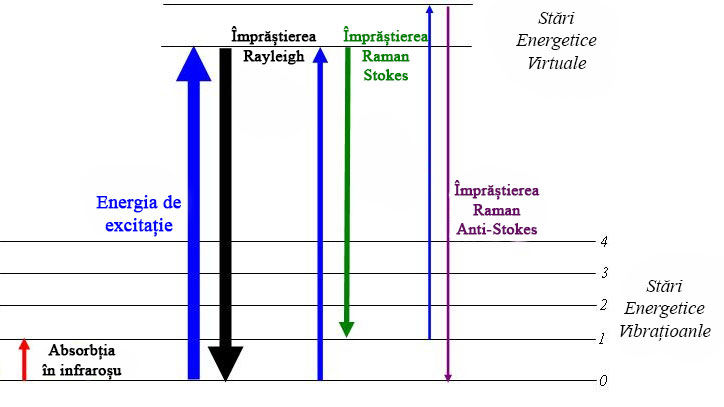
Diagrama nivelelor energeice care arată stările implicate în spectrul Raman

Spectroscopia Raman (numită astfel după Sir C. V. Raman) este o tehnică spectroscopică utilizată pentru a observa modurile vibraționale, rotaționale, și alte mișcări de frecvență joasă într-un sistem. Spectroscopia Raman este frecvent folosită în chimie pentru a oferi o amprentă structurală prin care moleculele pot fi identificate.
Ea se bazează pe împrăștierea inelastică, sau pe împrăștierea Raman a luminii monocromatice, provenind de obicei de la un laser ce emite în domeniu vizibil, infraroșu apropiat, sau ultraviolet. Lumina laser interacționează cu vibrațiile moleculare, cu fononii sau alte excitații din sistem, rezultând în modificarea în sus sau în jos a energiei fotonilor laserului. Modificarea energetică oferă informații despre modul de vibrație în sistem. Spectroscopia în infraroșu  oferă informații similare, dar complementare.
De obicei, o proba este iluminată cu un fascicul laser. Radiația electromagnetică din punctul iluminat este colectată cu o lentilă și trimisă printr-un monocromator. Radiația împrăștiată elastic ce are lungimea de undă corespunzătoare laserului (Rayleigh) este filtrată printr-unul din filtrele oprește bandă, trece bandă sus sau jos sau un filtru trece-bandă, în timp ce restul luminii colectate este dispersată pe un detector.
Împrăștierea Raman spontană este de obicei foarte slabă, și, ca rezultat, principala dificultate a spectroscopiei Raman o reprezintă separarea luminii slabe împrăștiate inelastic față de lumina laser intensă a împrăștierii Rayleigh. Din punct de vedere istoric, spectrometrele Raman foloseau grile holografice și stadii de dispersie multiple pentru a realiza un grad ridicat de eliminare a luminii laser. În trecut, fotomultiplicatoarele erau detectoare selective pentru configurațiile cu dispersie Raman, care a dus la perioade lungi de achiziție. Cu toate acestea, instrumentația modernă, aproape universal folosește filtre oprește bandă pentru eliminarea luminii laser, iar spectrografele fie linii de transmisie axiale (LA), monocromator Czerny–Turner (CT), sau FT (spectroscopie pe baza transformatei Fourier), și detectoare CCD.
Există o serie de tipuri avansate de spectroscopie Raman, incluzând Raman cu suprafață îmbunătățită, Raman de rezonanță, Raman îmbogățită, Raman polarizată, Raman stimulată (analog cu emisia stimulată), Raman cu transmisie, Raman cu compensare spațială și Raman hiper.

## Baza teoretică
Efectul Raman apare atunci când radiația electromagnetică interacționează cu un solid, lichid, sau densități și legături ale electronilor polarizați ale moleculelor de gaz. Efectul spontan este o formă inelastică de împrăștiere a luminii, în care un foton excita molecula fie în jos (energie mai mică) sau în sus (stare rovibronică - nivel energetic vibrațional sau rotațional dintr-o stare electronică). Această excitație pune molecula într-o stare energetică virtuală pentru o perioadă scurtă de timp, înainte ca fotonul să se împrăștie inelastic. Împrăștierea inelastică înseamnă că fotonul împrăștiat poate avea o energie mai mică sau mai mare decât cea inițială a fotonului, comparativ cu împrăștierea elastică sau Rayleigh, când fotonul împrăștiat are aceeași energie cu a fotonului inițial. După interacțiunea cu fotonul, molecula este într-o stare de rotație sau vibrațională diferită. Această schimbare energetică între stările inițială și finală rovibronică, face ca frecvența fotonului împrăștiat să se îndepărteze față de lungimea de undă de excitație (cea a fotonului inițial), numită linie Rayleigh.
Pentru ca energia totală a sistemului să rămână constantă, după ce molecula s-a mutat la o nouă stare rovibronică, fotonul împrăștiat comută la o energie diferită, și prin urmare la o frecvență diferită. Aceasta diferență de energie este egală cu cea dintre starea inițială și cea finală rovibronică a moleculei. Dacă starea finală de energie este mai mare decât starea inițială, fotonul împrăștiat va fi mutat la o frecvență mai mică (energie mai mică), astfel încât energia totală va rămâne aceeași. Această schimbare în frecvență se numește reducerea Stokes, sau reducere. Dacă starea finală este de energie mai mică, fotonul împrăștiat foton va fi mutat la o frecvență mai mare, care este numită anti-reducerea Stokes, sau mărire.
Pentru ca o moleculă să prezinte un efect Raman, trebuie să existe o schimbare în polarizarea dipolului său electric în raport cu coordonatele vibraționale corespunzătoare stării rovibronice. Intensitatea împrăștierii Raman este proporțională cu această schimbare a polarității. Prin urmare, spectrul Raman, intensitatea împrăștierii în funcție de schimbarea frecvenței, depinde de starea rovibronică a moleculei.
Efectul Raman se bazează pe interacțiunea între norul de electroni a unui eșantion și câmpul electric extern produs de lumina monocromatică, care poate crea un dipol indus în moleculă, pe baza polarizarii acesteia. Pentru că lumina laser nu excită molecula, nu există nici o tranziție adevărată între nivelele de energie. Efectul Raman nu trebuie confundat cu emisia de lumină (fluorescența sau fosforescența), în care o moleculă aflată într-o stare electronică excitată, emite un foton și se întoarce la starea electronică cea mai joasă, în multe cazuri la o energie potențială de suprafață specifică stării electronice joase a stării vibraționale excitate. Împrăștierea Raman este opusă obsorbției în infraroșu (IR), în care energia fotonului absorbit se potrivește cu diferența de energie dintre stările inițiale și finale rovibronice. Dependența împrăștierii Raman de dipolul electric și de derivata polarizării dipolului, diferă de asemenea de spectroscopia IR, care depinde de derivata dipolului electric, de tensorul polar atomic (APT). Această caracteristică contrastantă permite tranzițiilor rovibronice care nu ar putea fi active în IR, să fie analizate folosind spectroscopia Raman, așa cum este exemplificat de regula de excludere reciprocă în moleculele centrosimetrice. Tranzițiile care au mari intensități Raman, au adesea slabe intensități IR și vice-versa. O a treia tehnică de spectroscopie vibrationala, împrăștierea inelastică incoerentă a neutronului (IINS), poate fi folosită pentru a determina frecvențele vibrațiilor în cazul moleculelor puternic simetrice, care pot fi atât IR cât și Raman inactive. Regulile de selecție IINS, sau tranzițiile permise, diferă de cele ale IR și Raman, deci cele trei tehnici sunt complementare. Toate acestea dau aceeași frecvență pentru o anumită vibrație de tranziție, dar intensitățile relative furnizează diferite informații, ca urmare a diferitelor tipuri de interacțiuni dintre molecule și particulele ce sosesc, fotoni în cazul IR și Raman, si neutroni în cazul IINS.

## Istoric
Deși împrăștierea inelastică a luminii a fost prezisă de către Adolf Smekal în 1923, nu a fost observată în practică până în 1928. Efectul Raman a fost numit după unul dintre descoperitorii acestuia, un om de știință indian C. V. Raman , care a observat efectul prin intermediul luminii Soarelui (1928, împreună cu K. S. Krishnan și în mod independent de către Grigori Landsberg și Leonid Mandelstam). Raman a câștigat Premiul Nobel în Fizică în anul 1930 pentru această descoperire, realizată folosind lumina Soarelui, un filtru fotografic de bandă îngustă pentru a crea lumină monocromatică, și un "filtru în cruce" pentru a bloca această lumină monocromatică. El a constatat că o cantitate mică de lumină și-a schimbat frecvența și a trecut prin filtrul "încrucișat".
Teoria sistematică de pionierat a efectului Raman, a fost dezvoltată de către fizicianul Cehoslovac George Placzek între 1930 și 1934. Lampa cu arc cu mercur, a devenit principala sursă de lumină, prima dată pentru detecția fotografică și apoi pentru detecția spectrofotometrică.
În anii de după descoperirea sa, spectroscopia Raman a fost utilizată pentru a oferi primul catalog de frecvențe de vibrație moleculară. Inițial, eu fost necesare măsuri eroice pentru a obține spectrele Raman din cauza sensibilității scăzute a tehnicii. De obicei, proba se afla într-un tub lung și era iluminată pe toată lungimea acestuia cu un fascicul de lumină monocromatică filtrată generată de o lampă cu descărcare în gaze. Fotonii care au fost împrăștiați de către probă, au fost colectați printr-o lentilă plată la capătul tubului. Pentru a maximiza sensibilitatea, proba a fost foarte concentrată (1 M sau mai mult) și volume relativ mari (de 5 mL sau mai mult) au fost utilizate. În consecință, utilizarea spectroscopiei Raman s-a diminuat atunci când  spectrofotometrele IR comerciale au devenit disponibile în anii 1940. Cu toate acestea, apariția laserului în 1960 a dus la simplificarea instrumentelor spectroscopiei Raman și a amplificat de asemenea, sensibilitatea acestei tehnici. Acest lucru a reînviat utilizarea spectroscopiei Raman ca o tehnică comună de analiză.

## Schimbarea Raman
Schimbarea Raman este de obicei raportată în numere de undă, care au unități inverse lungimii, deoarece această valoare este direct legată de energie. În scopul de a converti intre lungimile de undă spectrale și numerele de undă ale schimbării în spectrul Raman, poate fi utilizată următoarea formulă:
{\displaystyle \Delta w=\left({\frac {1}{\lambda _{0}}}-{\frac {1}{\lambda _{1}}}\right)\ ,}
unde {\displaystyle \Delta w} este schimbarea Raman exprimată în numere de undă, λ0 este lungimea de undă a excitației, iar λ1 este lungimea de undă a spectrului Raman. Cel mai obișnuit, unitatea aleasă pentru a exprima numărul de undă în spectrul Raman este inversul centimetrului (cm−1). Deoarece lungimea de undă este adesea exprimată în unități de nanometri (nm), formula de mai sus poate fi scalată explicit pentru conversia acestei unități, obținând
{\displaystyle \Delta w({\text{cm}}^{-1})=\left({\frac {1}{\lambda _{0}({\text{nm}})}}-{\frac {1}{\lambda _{1}({\text{nm}})}}\right)\times {\frac {(10^{7}{\text{nm}})}{({\text{cm}})}}.}

## Aplicații
Spectroscopia Raman este utilizată în chimie pentru identificarea moleculelor și studiul legăturilor chimice. Deoarece frecvența vibrațiilor specifice legăturilor chimice și simetriei moleculelor (regiunea amprentei moleculelor organice este în domeniul numărului de undă 500–1500 cm−1, Spectroscopia Raman furnizează o amprentă pentru identificarea moleculelor. De exemplu, spectrul Raman și cel IR au fost utilizate pentru determinarea frecvențelor de vibrație ale SiO, Si2O2, și Si3O3 pe baza analizei coordonatelor normale.  Spectroscopia Raman este de asemenea utilizată pentru studierea adăugării substraturilor la o enzimă.
În fizica stării solide, spectroscopia Raman este utiliată pentru a acaracteriza materialele, pentru măsurarea temperaturii și pentru descoperirea orientării cristalografice a unei probe. Așa cum pentru moleculele singulare, un material solid poate fi identificat prin modul caracteristic al fononului. Informația despre populația modului fonon este dată de raportul dintre intensitatea Stokes și cea anti-Stokes a semnalului Raman instantaneu. Spectroscopia Raman poate de asemenea fi utilizată pentru observarea excitațiile de joasă frecvență a unui solid, cum sunt plasmonii, magnonii și excitarea spațiilor superconductoare. Sistemele de detectare a temperaturii distribuite (DTS) utilizează retrodifuzia schimbării Raman a impulsurilor laser, pentru a determina temperatura de-a lungul fibrelor de sticlă. Orientarea unui cristal anizotropic poate fi aflată din polarizarea împrăștierii Raman a luminii, în raport cu cristalul și cu polarizarea luminii laserului, dacă se cunoaște grupul din care face parte structura cristalină.  
În nanotehnologie, un microscop Raman poate fi utilizat pentru analia nanofirelor pentru o mai bună înțelegere a structurii acestora, iar modul de respirație radială a nanotuburilor de carbon este în mod obișnuit utilizată pentru evaluarea diametrului acestora.
Fibrele active Raman, cum sunt aramida și carbonul, au moduri vibraționale care arată o schimbare a frecvenței Raman odată cu aplicarea stresului. Fibrele de polipropilenă prezintă o schimbare similară.
În chimia stării solide și industria bio-farmaceutică, pectroscopia Raman poate fi utilizată nu doar pentru identificarea ingredientelor farmaceutice active (APIs), ci și la identificarea formelor lor polimorfice, dacă există mai mult de una. De exemplu medicamentul Cayston (aztreonam), comercializat de Gilead Sciences pentru fibroza cistică, poate fi identificat și caracterizat folosind spectroscopia Raman și IR. Utilizarea formei polimorfice corecte în formulele bio-farmaceutice este critică, deoarece diferite forme au diferite proprietăți fizice, cum sunt solubilitatea și puntul de topire.
Spectroscopia Raman a o varietate largă de aplicații în biologie și medicină. A ajutat la confirmarea existenței fononilor de joasă frecvență în proteine și ADN, promovând studiul mișcării colective de joasă frecvență în proteine și ADN și funcțiile lor biologice. Cu ajutorul spectroscopiei Raman au forst dezvoltate molecule cu fragmente de alchene sau alchine pentru imagistică tisulară cu anticorpi etichetați-SERS. Spectroscopia Raman a fost, de asemenea, utilizată ca o tehnică non-invazivă în timp real, pentru caracterizarea biochimică în situ a rănilor. Analiza multivariată a spectrelor Raman a permis dezvoltarea uni măsuri cantitative în progresul vindecării rănilor. Spectroscopia Raman cu compensare spațială (SORS), care este mai puțin sensibilă la straturile de suprafață decât spectroscopia Raman convențională, poate fi folosită pentru a descoperi medicamente contrafăcute , fără a deschide ambalajul lor, și pentru studiul non-invaziv al țesuturilor biologice. Un motiv uriaș pentru care spectroscopia Raman este atât de utilă în aplicațiile biologice, este pentru că rezultatele acesteia de multe ori nu se confruntă cu interferențele de la moleculele de apă, datorită faptului că au dipolul permanent, și ca rezultat, împrăștierea Raman nu poate fi considerată. Acesta este un mare avantaj, în special în aplicații biologice. Spectroscopia Raman, de asemenea, are o largă utilizare pentru studierea biomineralelor. În cele din urmă, analizoarele de gaz Raman au multe aplicatii practice, inclusiv monitorizarea în timp real a amestecului anestezic și respirator de gaze, din timpul intervenției chirurgicale.
Spectroscopia Raman este un mod eficient și non-distructive de a investiga operele de artă. Identificarea individuală a pigmenților din picturi și a produselor lor de degradare, oferă o imagine în metoda de lucru a artistului. De asemenea, ea oferă informații despre starea originală a picturii în cazurile în care pigmenții sau degradat cu vârsta. În plus față de picturi, spectroscopia Raman pot fi utilizată pentru a analiza compoziția chimică a documentelor istorice (cum ar fi Cartea din Kells), care pot oferi o perspectivă cu privire la condițiile sociale și economice atunci când acestea au fost create. De asemenea, acesta oferă un mod neinvaziv pentru a determina cea mai bună metodă de păstrare sau de conservare a unor astfel de materiale.
Spectroscopia Raman a fost utilizată în mai multe proiecte de cercetare ca un mijloc de a detecta explozibili de la o distanță sigură, folosind fascicule laser.
Spectroscopia Raman se dezvoltă în continuare, astfel încât acesta poate fi utilizată în configurații clinice. Raman4Clinic este o organizație Europeană care activează pentru încorporarea spectroscopiei Raman în domeniul medical. În prezent ei lucrează la diferite proiecte, unul dintre ele fiind monitorizarea cancerului folosind fluidele corporale, cum ar fi urina si probele de sange, care sunt ușor accesibile. Această tehnică ar fi mai puțin stresantă pentru pacienți decât să se ia în mod constant biopsii care nu sunt întotdeauna lipsite de riscuri. 

## Microspectroscopia

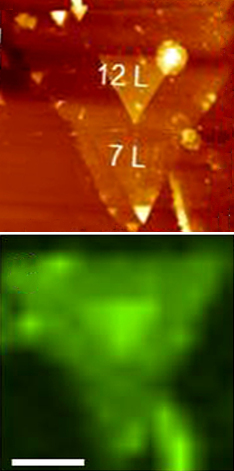
Compararea imaginilor topografice ale GaSE (AFM, sus) și Raman (jos). Scara este de 5 µm.

Spectroscopia Raman oferă mai multe avantaje pentru analizele microscopice. Deoarece este o tehnică bazată pe împăștiere, specimenele nu trebuie să fie fixe sau secționat. Spectrele Raman pot fi colectate de la un volum foarte mic (< 1 µm în diametru); aceste spectre permițând identificarea speciilor prezente în acest volum. Apa în general, nu interferează cu analiza spectrală Raman. Astfel, spectroscopia Raman este potrivită pentru examinarea microscopică a mineralelor, materialelor precum: polimeri și ceramică, celule, proteine și a urmelor medico-legale. Un microscop Raman începe cu un microscop optic standard, și adaugă o excitație laser, un monocromator, și un detector sensibil (cum ar fi un dispozitiv cu cuplaj de sarcină (CCD), sau tuburi fotomultiplicatoare (PMT)). FT-Raman a fost de asemenea utilizată împreună cu microscoape. Microscoapele cu ultraviolete și cu optică UV avansată, trebuie utilizată atunci când o sursă laser UV este utilizată pentru microspectroscopia Raman.
În imagistica directă, întregul câmp de vedere este examinat pentru împrăștiere într-un interval mic alnumerelor de und (schimbare Raman). De exemplu, un număr de undă caracteristic pentru colesterol ar putea fi folosit pentru a înregistra distribuția de colesterol într-o cultură de celule.
Cealaltă abordare este imagistica hiperspectrală sau imagistica chimică, în care mii de spectre Raman sunt achiziționate de peste toate câmpurile de vedere. Datele pot fi apoi folosite pentru a genera imagini care arată locația și cantitatea diferitelor componente. Luând cultura de celule de exemplu, o imagine hiperspectrală ar putea arăta distribuția de colesterol, precum și de proteine, acizi nucleici, și acizi grași. Tehnicile de procesare sofisticate ale semnalelor și imaginilor, pot fi folosite pentru a ignora prezența apei, a mediilor de cultură, a tampoanelor, și a altor interferențe.
Microscopia Raman, și în special microscopia confocală, are o foarte mare rezoluție spațială. De exemplu, rezoluțiile laterale și de profunzime au fost de 250 nm și respectiv 1,7 µm, folosind un microspectrometru confocal Raman cu o linie de 632.8 nm de la un laser cu heliu–neon, cu un orificiu de 100 µm diametru. Deoarece obiectivul lentilelor microscopului concentrează fasciculul laser la câțiva microni în diametru, rezultă un flux de fotoni care este mult mai mare decât cel obținut în configurațiile convenționale Raman. Acest lucru are avantajul unei fluorescențe de stingere îmbunătățite. Cu toate acestea, flux mare de fotoni poate provoca de asemenea, degradarea probei, și pentru acest motiv unele configurații au nevoie de un substrat conductor termic (care acționează ca un absorbant de căldură), în scopul de a atenua acest proces.
O altă abordare numită imagistică globală Raman utilizează imagini complet monocromatice în locul reconstrucției imaginilor din spectrul achiziționat. Această tehnică este utilizată pentru caracterizarea dispozitivelor de dimensiuni mari, pentru cartografierea diferiților compuși și studii dinamice. Acesta a fost deja utilizată pentru caracterizarea straturilor de grafen, a coloranților din interiorul nanotuburilor de carbon și multe alte materiale 2D, cum ar fi MoS2 și WSe2. Deoarece fasciculul de excitație este dispersat pe întreg domeniul de vedere, aceste măsurători se pot face fără a deteriora proba.
Prin utilizarea microspectroscopiei Raman, in vivo, pot fi măsurate spectrele Raman ale zonelor microscopice ale probelor. Ca urmare, poate fi îndepărtă fluorescența apei, a mediului, și a soluțiilor tampon. Prin urmare, in vivo, spectroscopia Raman este potrivită pentru examinarea proteinelor, a celulelor și a organelor.
Microscopia Raman pentru exemplarele biologice și medicale, folosește în general lasere în spectrul infraroșu apropiat (NIR) (785 nm și 1064 nm Nd:YAG sunt în special comune). Utilizarea acestor lungimi de undă de mică energie reduce riscul de a deteriora modelul. Cu toate acestea, intensitatea Raman NIR este scăzută (datorită dependenței ω4 a intensității de împrăștiere Raman), iar cele mai multe detectoare au nevoie de foarte mult timp pentru achiziție. Recent s-au făcut progrese care au avut nici un efect distructiv asupra mitocondriilor în observarea modificărilor în structura citocromului c, care apar în procesul de transport de electroni și sinteza ATP.
Detectoarele sensibile au devenit disponibile, ceea ce face tehnica mai potrivită pentru uzul general. Microscopia Raman a exemplarelor anorganice, cum ar fi pietrele, ceramica și polimerii, poate folosi o gamă mai largă de lungimi de undă de excitație.

## Analiza polarizată
Polarizarea împrăștierii Raman a luminii, de asemenea, conține informații utile. Această proprietate poate fi măsurată cu ajutorul laserului de excitație polarizat și a unui analizor de polarizare. Spectrele achiziționate cu analizorul, stabilite perpendicular și paralel cu planul de excitație, pot fi folosite pentru a calcula raportul de polarizare. Studiul tehnicii este folositor în învățarea conexiunii dintre teoria grupurilor, a simetriei, a activității Raman, și a vârfurilor din spectrele corespunzătoare Raman. Lumina Polarizată doar oferă acces la unele dintre modurile active Raman. Prin rotirea polarizării puteți avea acces la alte moduri. Fiecare modul este separat în funcție de simetria sa.
Informația spectrală care rezultă din această analiză oferă o perspectivă în orientarea moleculară și simetria vibrațională. În esență, aceasta permite utilizatorului să obțină informații valoroase referitoare la forma moleculară, de exemplu în chimia de sinteză sau analiza polimorfă. Aceasta este adesea folosită pentru a înțelege orientarea macromoleculară în structurile cristaline, în cristalele lichide sau probele de polimer.
Este convenabil în spectroscopia Raman polarizată să se descrie propagarea și direcția de polarizare folosind notația Porto,  descrisă de și numită după fizicianul Brazilian Sergio Pereira da Silva Porto.

## Variante
Mai multe variante de spectroscopie Raman au fost dezvoltate. De obicei scopul este de a spori sensibilitatea (de exemplu Raman cu suprafață îmbunătățită), pentru a îmbunătăți rezoluția spațială (microscopia Raman), sau de a achiziționa informații foarte specifice (rezonanța Raman).
- Spectroscopie Raman spontană – Termen utilizat pentru a descrie spectroscopia Raman fără îmbunătățirea sensibilității.
- Spectroscopie Rama cu suprafață îmbunătățită (SERS) – În mod normal se face într-o substanță coloidală de aur sau argint. Plasmonii de suprafață ai argintului și ai aurului sunt excitați de o rază laser, rezultând într-o creștere a câmpurilor electrice înconjurătoare metalului. Dat fiind că intensitățile Raman sunt proporționale cu câmpul electric, există o mare creștere a semnalului măsyrat (cu până la 1011). Acest eefect a fost original observat de Martin Fleischmann dar explicația dominantă a fost propusă de Van Duyne in 1977.[37] O teorie cuprinzătoare a efectului a fost dată de Lombardi and Birke.[38]
- Spectroscopia Raman de rezonanță – Lungimea de undă de excitație este potrivită cu tranziția eelectronică a moleculei cristalului, astfel că modul vibrațional asociat cu starea electronică excitată este mult îmbunătățite. Aceasta este de ajutor în studiul moleculelor mari, cum sunt polipeptidele, care pot prezenta sute de benzi în spectrul Raman "convențional". Este de asemenea de ajutor asocierea modurilor normale cu schimbarea frecvențelor observabilă a acestora.[39]
- Spsctroscopia Raman de rezonanță cu suprafașă îmbunătățită (SERRS) – O combinație a SERS și a spectroscopiei Raman de rezonanță, care utilizează apropierea de o suprafață pentru a crește intensitatea Raman, și potrivirea lungimii undei de excitație cu absorbția maximă a moleculei ce este analizată.
- Spectroscopia Raman de unghi cunoscut – Cu această tehnică nu se înregistrează doar rezultatele Raman standard, ci de asemenea unghiul în raport cu raza laser incidentă. Dacă orientarea probei este cunoscută, atunci informații detaliate despre dispersi fononilor poate fi de asemenea achiziționate dintr-un singur test.[40]
- Hiper Raman – Un efect neliniar în care modurile vibrațioanel interacționează cu a doua armonică a fasciculului de excitație. Aceasta necesită o foarte mare putere, dar permite observarea modurilor vibraționale care sunt în mod normal "tăcute". Se bazează în mod frecvent peîmbunătățirea tip SERS pentru a mări sensibilitatea.[41]
- Spectroscopia Raman cu pensete optice (OTRS) – Se utilizează pentru a studia particulele individuale, și chiar și procesele biochimice dintr-o singură celulă captivă în pensetele optice.
- Împăștierea Raman stimulată (SRS) – O tehnică cu probă pompată, în care două impulsuri colorate spațial coincidente (cu polarizare fie paralelă fie perpendiculară), transferă populația de la nivelul energetic scăzut la o stare excitată rovibrațională. dacă diferența energetică corespunde cu o tranziție Raman permisă, lumina împrăștiată va corespunde cu pierderea sau câștigul din fasciculul pompat.
- Spectroscopia Raman cu compensare spațială (SORS) – Împrăștierea Raman sub o suprafață obscură este recuperată dintr-o scădere scalată a două spectre luate din două puncte decalate spațial.
- Spectroscopia Raman coerentă anti-Stokes (CARS) – Două fascicule laser sunt utilizate pentru a genera un fascicul cu frecvență coerentă anti-Stokes, care poate fi îmbunătățit prin rezonanță.
- Spectroscopie Raman cu activitate optică (ROA) – Aceasta măsoară activitatea vibrațională optică, prin intermediul unei mici diferențe în intensitatea împrăștierii Raman de la moleculele chirale spre dreapta și lumină incidentă polarizată circular spre stânga, sau echivalent, o mică componentă polarizată circular în lumina împrăștiată.[42]
- Transmisia Raman – Permite sondarea unui volum semnificativ de material opalescent, cu sunt pudrele, capsulele, țesut viu, etc. A fost larg ignorată după investigațiile de la sfârșitul anilor 1960 (Schrader și Bergmann, 1967)[43] dar a fost rediscoperită în 2006 ca un mijloc de testare rapidă a dozelor de testare farmaceutică.[44][45]
- Spectroscopie Raman inversă.
- Spectroscopie Raman îmbunătățită de vârf (TERS) – Se utilizează un vârf metalic (în mod obișnuit AFM sau STM acoperit cu argint/aur) pentru a îmbunătăți semnalele Raman ale moleculelor situate în vecinătatea acestuia. Rezoluția spațială este aproximativ de mărimea vârfului (20–30 nm). TERS s-a arătat că are o sensibilitate la nivel de moleculă și există unele premize pentru aplicații de bioanaliză.[46]
- Împrăștierea Raman îmbunătățită cu polaritoni ai plasmonilor de suprafață (SPPERS) – Această abordare exploatează lipsa dimensiunii a vârfului metalic conic, față de câmpul de excitație al moleculelor. Această tehnică diferă față de abordarea TERS datorită capacității inerente de a suprima câmpul de fundal. De fapt cân o sursă laser lovește baza conului, un model TM0[47] (mod polaritonic) poate fi creat local, și anume departe de punctul de excitație (vârf). Modul se poate deplasa pe toată lungimea vârfului, fără a produce nici un fel de câmp de radiație, până în vârf unde acesta interacționează cu molecula. În acest fel, planul focal este separat față de planul de excitație, cu o distanță dață de lungimea vârfului, și nici un fundal nu joacă vreun rol în excitația Raman a moleculei.[48][49][50][51]
- Sunstraturi de micro-cavități – este o metodă care îmbunătățește limita de detecție a spectrului Raman convențional, utilizând micro-Raman într-o micro-cavitate acoperită cu un strat reflectorizant de Au sau Ag. Micro-cavitatea are o rază de câțiva micrometri și îmbunătățește întregul semnal Raman, prin furnizarea excitațiilor multiple ale probei și cuplează împrăștierea fotonilor Raman înspre optica de colectare a geometriei Raman de împrăștiere inversă.[52]
- Raman la distanță. În tehnica Raman la distanță, proba este măsurată la distanță față de spectrometrul Raman, în mod normal prin utilizarea unui telescop pentru colectarea luminii. Spectroscopia Raman la distanță a fost propusă în anul 1960s[53] și a fost inițial dezvoltată pentru măsurarea gazelor atmosferice.[54] Tehnica a fost extinsă în 1992 de către Angel et al. pentru detecția Raman la distanță a compușilor periculoși organici și anorganici.[55] Detecția Raman la distanță oferă un mod rapid de analiză Raman a suprafețelor mari cum sunt terenurile de fotbal, în minute. O sursă laser pulsatorie și un detector de bandă îngustă permite măsurarea spectrelor Raman în lumina zilei.[56] Și reduce fundalul fluorescent generat de tranziția ionilor și a ionilor pământurilor rare. O altă modalitate pentru a evita fluorescența, pentru prima dată demonstrată de Sandy Asher în 1984, o reprezintă utilizarea unui fascicul laser UV ca și probă. La lungimea de undă de 260 nm, nu există nici o interferență fluorescentă iar semnalul UV este în mod inerent puternic.[57][58] Un expandator de 10 ori a fasciculului, montat în fața laserului, permite focalizarea fasciculului, iar un telescop este direct cuplat prin lentila camerei pentru colectarea semnalului. Datorită capacității sistemului de a lucra cu fragmente de timp, este posibilă măsurarea la distanță a împrăștierii Raman a unei ținte aflate la distanță și a atmosferei dintre laser și țintă.